# فلیپر
فلیپر (انگلیسی: Flipper) نام یک مجموعه تلویزیونی آمریکایی ویژه کودکان است که از سال ۱۹۶۴ تا ۱۹۶۷ میلادی از شبکهٔ ان‌بی‌سی پخش شد.
داستان مجموعه تلویزیونی، حول‌وحوشِ زندگیِ «پورتر ریکس»، سرپرست یک پارک آبی و دو پسر کوچکش و یک دلفینِ دست‌آموز است.
این مجموعه تلویزیونی، در سال‌های ۱۳۵۰ تا ۱۳۵۳ خورشیدی، با دوبلهٔ فارسی از تلویزیون ملی ایران پخش شد.